# Ley de Multiculturalismo de Canadá
La Ley de multiculturalismo canadiense (en inglés Canadian Multiculturalism Act; en francés Loi sur le multiculturalisme canadien) es una ley promulgada en 1988 que reconoce oficialmente la naturaleza multicultural de la sociedad canadiense.

## Contenido
Los objetivos de la ley son:
1. Reconocer y promover el entendimiento que el multiculturalismo refleja la diversidad racial y cultural de la sociedad canadiense y reconoce la libertad de todos los miembros de la sociedad canadiense para preservar, realzar y compartir sus patrimonios culturales;
2. Reconocer y promover el entendimiento que el multiculturalismo es una característica fundamental del patrimonio y la identidad canadienses y que provee un recurso formador del futuro de Canadá invaluable;
3. Promover la participación total y equitativa de individuos y comunidades de todos los orígenes en la continua evolución y formación de todos los aspectos de la sociedad canadiense, así como asistirles en la eliminación de barreras para tal participación;
4. Reconocer la existencia de comunidades cuyos miembros comparten un origen común así como su contribución histórica a la sociedad canadiense, y realzar su desarrollo;
5. Asegurar que todos los individuos reciban igual trato e igual protección bajo la ley, respetando y valorizando su diversidad;
6. Alentar y asistir a las instituciones sociales, políticas, económicas y culturales de Canadá para que sean respetuosas e incluyentes del carácter multicultural de Canadá;
7. Promover el entendimiento y la creatividad que surgen de la interacción entre individuos y comunidades de distintos orígenes;
8. Alentar el reconocimiento y apreciación de las diversas culturas de la sociedad canadiense y promover el reflejo y la expresión evolutiva de las mismas;
9. Preservar y realzar el uso de otras lenguas además del inglés y el francés, fortaleciendo al mismo tiempo el uso de los idiomas oficiales; y
10. Avanzar el multiculturalismo en todo Canadá en armonía con el compromiso a los idiomas oficiales del Canadá.

## Debate sobre el multiculturalismo
El multiculturalismo, que hasta hace pocos años disfrutaba de un amplio reconocimiento, en especial en los países de alta inmigración, es objeto de un vivo debate. En los Países Bajos, el Reino Unido, los Estados Unidos y Australia se han multiplicado en estos últimos años las críticas contra el multiculturalismo. Desde principios de este siglo —desde los atentados del 11 de septiembre de 2001, los atentados del 7 de julio de 2005 y el asesinato en Ámsterdam de Theo van Gogh—, el multiculturalismo se ha convertido en objeto de un asalto poco menos que generalizado, en un término casi sospechoso, de mala reputación.
Canadá se ha convertido en el único país, de los de alta inmigración, en el que el multiculturalismo mantiene su papel oficial, su reconocimiento social y político. En Canadá, al menos hasta ahora, no ha surgido un movimiento de importancia que cuestione el multiculturalismo como uno de los elementos centrales de la identidad del país. Y en Canadá es donde existen algunas de las voces intelectuales más potentes (como Will Kymlicka y Jeffrey G. Reitz) que continúan defendiendo el valor del multiculturalismo como un elemento esencial para la integración social y la articulación de la ciudadanía en sociedades que están marcadas, cada día con más fuerza, por la diversidad étnica, religiosa y cultural.
En el debate sobre el multiculturalismo hay un tema que debe ser abordado con rigor y claridad: la propia definición de lo que es el multiculturalismo. Se habla y se utiliza el término de multiculturalismo con gran facilidad y ligereza. Con frecuencia el multiculturalismo se presenta de una forma exagerada, caricaturesca, de una forma a la que ciertamente sería muy difícil de apoyar.
Esta presentación caricaturesca y exagerada da por sentado que el multiculturalismo defiende el respeto sin límites a la diversidad, el relativismo cultural y social más absoluto. Intelectuales de prestigio se han referido al multiculturalismo en estos términos como una filosofía que postula el reconocimiento de cualquier cosa que pertenezca a una determinada cultura o religión. Para el escritor hispano-peruano Mario Vargas Llosa (El País, 7.10.2007): «Si se trata de respetar todas las culturas y las costumbres, ¿por qué la democracia no admitiría también los matrimonios negociados por los padres y, en última instancia, hasta la ablación del clítoris de las niñas que practican tantos millones de creyentes en el África y otros lugares del mundo? El multiculturalismo parte de un supuesto falso, que hay que rechazar sin equívocos: que todas las culturas, por el simple hecho de existir, son equivalentes y respetables». La periodista española Rosa Montero, otro ejemplo, se refería (en un artículo publicado en El País el 27 de noviembre del 2007) a «todos esos individuos que abogan por el relativismo cultural. Aquellos que dicen que no podemos juzgar las sociedades islámicas desde Occidente. Y que los nigerianos e iraníes que lapidan a las adúlteras, por ejemplo, tienen sus razones culturales para hacerlo, razones que no podemos entender y que debemos respetar. Aunque parezca mentira, hay personas cultivadas que sostienen tal cosa».
Pues bien, puede que haya alguna concepción del multiculturalismo que defienda que en aras del respeto a la diversidad se debe permitir y aceptar la lapidación de las adúlteras y la ablación de las niñas, y que todo tipo de práctica cultural, por el simple hecho de existir, debe ser respetada. Pero esta no es la concepción del multiculturalismo que se acepta y se defiende de forma generalizada, del multiculturalismo que se aplica en Canadá, del multiculturalismo que propugnan la mayor parte de los intelectuales y pensadores partidarios del mismo. La idea de que toda práctica cultural debe ser respetada, sin límites, responde a una visión extremista o caricaturesca de lo que es el multiculturalismo. Es la visión a la que recurren los enemigos del multiculturalismo para atacarlo y descalificarlo, como si el único planteamiento del multiculturalismo fuera este, cuando en la realidad este planteamiento es enormemente minoritario, casi inexistente y prácticamente irrelevante.
El debate sobre el multiculturalismo es importante para nuestras sociedades. El multiculturalismo pretende ser una respuesta, una solución (o parte de la solución) a uno de los retos más difíciles que se plantean en los tiempos actuales: compaginar la creciente diversidad cultural, étnica, religiosa que caracteriza a estas sociedades como consecuencia de la globalización y la inmigración. El multiculturalismo quizá no sea una solución válida. Pero lo que no se puede hacer es debatirlo sobre la base de concepciones del mismo distorsionadas o minoritarias. Discutamos el multiculturalismo, pero con rigor.
De entrada, el término multiculturalismo puede designar cosas de naturaleza distinta. En primer lugar, puede designar una “realidad”: el multiculturalismo es en este sentido la diversidad de hecho que existe en un país, o una ciudad o un barrio. En segundo lugar, multiculturalismo puede designar una “política”, las actuaciones que un gobierno lleva a cabo para favorecer el acomodamiento de minorías de diverso origen cultural, étnico o religioso. Y en tercer lugar, y esta es la dimensión que vamos a discutir en este artículo, el multiculturalismo es un “ideal”, un objetivo: el multiculturalismo es la solución que se defiende o propone para afrontar el problema de la diversidad.
La crítica contra el multiculturalismo se articula en torno a dos argumentos básicos:
1. El primer argumento señala que el multiculturalismo provoca la fragmentación y separación entre comunidades en una sociedad. El multiculturalismo favorece la “guetización” de las comunidades, que viven aisladas las unas de las otras, cada una siguiendo sus normas culturales y religiosas. El multiculturalismo, pues, favorece la disgregación, la fragmentación social y debilita la cohesión en un país al favorecer que tenga primacía la adhesión a la cultura de origen sobre la cultura del país en el que se ha establecido el inmigrante.
2. El segundo argumento es que el multiculturalismo implica el mantenimiento de prácticas iliberales, incompatibles con los valores democráticos, de igualdad y respeto a los derechos humanos. El multiculturalismo, en la medida en que sanciona el respeto a las costumbres de las diferentes culturas, en la medida en que todas estas tienen el mismo valor, avala prácticas como la discriminación de la mujer, la mutilación genital de las mujeres, la violencia doméstica, la poligamia, etc. Esto es una consecuencia directa de una característica básica del multiculturalismo según sus detractores: el relativismo cultural. Todas las culturas son iguales y merecen el mismo respeto. La cultura occidental no puede arrogarse una pretensión de superioridad frente a las otras culturas, cuyas prácticas merecen el mismo respeto que las de la cultura occidental.

La implicación política de lo anterior es que el multiculturalismo es incompatible con los valores democráticos. Aceptar el multiculturalismo traería disgregación social, la extensión de prácticas contrarias a los derechos humanos y los valores democráticos. Aceptar el multiculturalismo llevaría al fin o, como dicen muchos de sus enemigos, al suicidio de las sociedades democráticas.
Por tanto, en aras de la cohesión social los inmigrantes deben perder su cultura de origen y asimilarse a la cultura de sus nuevas sociedades de adopción: este es el precio de la inmigración.
Los defensores del multiculturalismo responden a las dos críticas anteriores y argumentan, de forma simplificada:
1. El multiculturalismo no tiene por qué suponer fragmentación o “guetización”, sino que puede y debe ir acompañado por una creciente interacción entre las comunidades. Gracias a esta interacción el multiculturalismo es una fuente de enriquecimiento. La experiencia práctica de algunos países que han adoptado con energía la filosofía del multiculturalismo muestra que este no ha ido acompañado de una creciente fragmentación entre las diferentes comunidades. Por ejemplo, en Canadá ha habido una tendencia en las últimas décadas hacia un crecimiento de los matrimonios interculturales, entre miembros de diferentes comunidades étnicas o religiosas. En todo caso, el multiculturalismo no significa ni propugna el aislamiento de las comunidades del resto de la sociedad. Algunos defensores del multiculturalismo señalan que este llevará hacia el “interculturalismo”, es decir, a intercambios culturales entre las diferentes culturas, en la que cada una podrá aprender de las otras.
2. En cuanto al segundo punto, que es quizá el punto central de la discusión que se plantea en torno al multiculturalismo, y en el que nos centramos en este ARI, los defensores del multiculturalismo niegan que este suponga la aceptación de prácticas iliberales. La vinculación mecánica entre multiculturalismo y relativismo cultural es errónea. El multiculturalismo tiene una doble vertiente: por un lado, la aceptación y el respeto de la diversidad; pero, por otro, y esta vertiente es esencial, la aceptación de unos valores comunes a los que está supeditada el reconocimiento de la diversidad. La igualdad de las personas (de los sexos, de las razas), la democracia, el imperio de la ley y los derechos humanos, son algunos de estos valores con los que resultan incompatibles prácticas como la mutilación genital de las mujeres, la poligamia o la violencia doméstica.

### Diversidad y núcleo de valores ciudadanos
Por tanto, la idea básica para definir correctamente el multiculturalismo es que este defiende el respeto a la diversidad de las minorías religiosas, étnicas y culturales, pero siempre con un sometimiento a unos valores comunes básicos, a un núcleo central de valores ciudadanos, que debe respetar todo el mundo, todas las culturas.
El respeto a la diversidad no es pues ilimitado. Las fronteras a este respeto están marcadas por esos valores básicos, que explican por qué pueden sentirse ciudadanos de un país personas con costumbres muy diferentes.
¿Y cuáles son los elementos básicos, esenciales, en los que se basa la unidad del país? ¿En qué consiste ese núcleo central de valores al que debe someterse todo el mundo?
Está claro que el primero y fundamental es la democracia, como forma de organización política, con sus elementos directamente derivados como la igualdad de género, raza, religión, etc.
En segundo lugar, se podría mencionar el compromiso con la comunidad. En Canadá se fomenta activamente la idea, y creo que efectivamente es una idea que está arraigada en la población, de que los ciudadanos tienen una obligación de colaborar con el conjunto de la sociedad. El espíritu cívico está muy arraigado. Probablemente se dirá que esto es algo reconocido y aceptado en muchos países, pero en Canadá tiene un alcance real, práctico y palpable, que llama la atención para el observador exterior.
Ese alcance se refleja, por poner un ejemplo, en la importancia que tiene el voluntariado. La práctica del voluntariado se enseña y aprende ya en los colegios, desde niños, para los cuales es “obligatorio” (valga la contradicción) realizar trabajos de voluntariado. El currículo educativo exige que los estudiantes realicen un determinado número de horas de voluntariado.
El propio multiculturalismo, finalmente, sería en Canadá otro de los componentes esenciales de la identidad del país, del núcleo central de valores.
Democracia, compromiso con la comunidad y multiculturalismo: estos podrían ser los tres componentes fundamentales de ese núcleo central de la identidad de Canadá.

### La definición práctica del multiculturalismo
Una vez definida la teoría, hay que pasar a su aplicación práctica. ¿Cómo se traduce la política multiculturalista en la práctica? Aquí es inevitable el caso por caso. No existe una plantilla que permita establecer de forma más o menos automática qué es aceptable y qué no es aceptable desde el punto de vista de los valores comunes de la sociedad. En Canadá constantemente se van presentando situaciones que con frecuencia son complejas, en las que la sociedad y el gobierno deben tomar una decisión acerca de cuál es la solución que mejor se inserta en la política y en el ideal multiculturalista del país.
Y aquí, como es lógico, surgen contradicciones, conflictos y disputas, como no podría esperarse otra cosa. El multiculturalismo se va aplicando en temas concretos, de una forma que, me atrevería a decir, no es traumática, sino relativamente tranquila.

### El caso de Ontario
A principios de 2005, por ejemplo, se planteó el tema de aplicación de la saría. Canadá estaba entonces aprobando el matrimonio de personas del mismo sexo. Desde algunos medios islámicos se propuso en la provincia de Ontario la posibilidad de que tribunales islámicos pudieran aplicar la ley islámica, la saría, para los musulmanes, de forma paralela a la ley civil.
Surgieron inmediatamente voces que se opusieron a esta idea. Si se aceptaba la aplicación de la saría, señalaron algunos, se terminaría aceptando la poligamia, ¿por qué no?
Los defensores de la idea de implantar tribunales islámicos para cuestiones familiares argumentaban que ello no sería más que una consecuencia lógica de la aceptación del multiculturalismo. Otros llegaron a una conclusión muy distinta: el hecho de que el multiculturalismo pueda ser invocado como una justificación para la implantación de tribunales de la saría muestra que la idea del multiculturalismo es peligrosa y debería ser abandonada.
La poligamia es un buen ejemplo para poner claramente de relieve que existe una frontera, una línea divisoria que marca el límite de hasta dónde puede llegar la tolerancia de la diversidad. La poligamia es una práctica aceptada en la religión musulmana, es legal incluso en algunos países, pero resulta impensable que pudiera ser legalizada en un país democrático como Canadá, a pesar de la doctrina del multiculturalismo.
Finalmente, la propuesta de implantar tribunales islámicos para cuestiones familiares fue descartada por el gobierno de la provincia de Ontario. No hubo prácticamente oposición o crítica contra esta decisión, ni entre la población en general, ni entre los defensores del multiculturalismo ni entre la población musulmana. El tema se ha acabado, y ha desaparecido del debate político.
En 2007 se celebraron elecciones en la provincia de Ontario. El candidato conservador convirtió en la medida estrella de su programa una propuesta para extender la financiación pública a los colegios religiosos. Desde una cierta óptica, se podía considerar como una propuesta multiculturalista, de apoyo a la diversidad. El tema provocó bastante polémica, con una viva discusión entre partidarios y enemigos.
¿Qué pasó finalmente? Pues que el Partido Conservador perdió estrepitosamente las elecciones, y los observadores atribuyeron su derrota a esta propuesta. Los ciudadanos consideraron que la financiación pública debía reservarse para colegios públicos, y que no debía utilizarse para colegios privados con una orientación religiosa específica. El electorado demostró una vez más, aparentemente, que el multiculturalismo no implica reconocimiento ilimitado a la diversidad.

### El multiculturalismo en Canadá
Conclusión: Es claro que la situación de Canadá es muy distinta a la de España y otros países europeos, por múltiples razones. Canadá ha sido un país de inmigración desde su nacimiento como país en el siglo XIX. La inmigración es un elemento fundamental de definición del propio país. La población inmigrante es mucho más variada en su origen que la población inmigrante en España y en otros países europeos. Y muchos otros aspectos.
Pero, en todo caso, Canadá es una referencia a considerar. Canadá ha tenido un éxito, reconocido de forma bastante general, en el acomodamiento e integración de inmigrantes de origen muy diverso. Con toda seguridad hay experiencias canadienses, como la concepción y aplicación del multiculturalismo, las políticas para acomodar la diversidad y mantener al mismo tiempo un sentido de unidad nacional, de las que países como España, que se están enfrentando a los problemas de la inmigración desde hace poco tiempo, pueden aprender y extraer lecciones de utilidad. Las políticas canadienses de integración de inmigrantes, por un lado, y de favorecimiento de un sentimiento de cohesión nacional, por otro, son políticas particularmente interesantes para tener en cuenta.